# Kościół św. Kazimierza w Powiewiórce
Kościół św. Kazimierza w Powiewiórce – katolicki kościół w Powiewiórce (Pavovere), (Litwa).

## Historia
Ufundowany przez Gertrudę i Leona Soroków, którzy byli właścicielami pobliskiego majątku Sorokopol. Drewniany kościół postawiono w 1750 roku, w 1851 dokonano jego przebudowy.

## Architektura
Klasycystyczny budynek, zbudowany na planie prostokąta ma dwie zakrystie. Do wejścia prowadzi ganek z czterema kolumnami, na który wchodzi się po kamiennych schodach.
Czworoboczna, drewniana dzwonnica znajdująca się obok kościoła ma dwie kondygnacje. W dzwonnicy znajdują się 3 dzwony z końca XVIII wieku.
Wewnątrz kościoła, na chórze znajduje się tablica upamiętniająca chrzest Józefa Piłsudskiego, który odbył się w tym kościele 15 grudnia 1867.